# Phan Văn Thắng
 Phan Văn Thắng (sinh năm 1967) là một chính khách Việt Nam. Ông hiện là Phó Bí thư Tỉnh ủy, Chủ tịch Ủy ban Mặt trận Tổ quốc Việt Nam tỉnh Đồng Tháp, nhiệm kỳ 2021–2026.

## Lý lịch và học vấn
Phan Văn Thắng sinh ngày 25 tháng 12 năm 1967, quê quán xã Thường Phước, quận Hồng Ngự, tỉnh Kiến Phong (nay là xã Thường Phước 2, huyện Hồng Ngự, tỉnh Đồng Tháp;
Ngày vào Đảng Cộng sản Việt Nam: 19/9/1994
Trình độ chuyên môn: Thạc sĩ Chính trị học
Trình độ chính trị: Cử nhân chính trị

## Sự nghiệp
Từ 4/1994 - 1/1996: Chuyên viên Văn phòng Thị uỷ Sa Đéc;
Từ 2/1996 - 4/1999: Cán bộ, Phó Bí thư, Bí thư Thị Đoàn Sa Đéc, Uỷ viên Ban Chấp hành Tỉnh Đoàn;
Từ 5/1999 - 6/2001: Chuyên viên Ban Tổ chức Thị uỷ Sa Đéc;
Từ 7//2001 - 9/2002: Uỷ viên Ban Thường vụ Tỉnh Đoàn, Trưởng Ban Công tác Thanh niên, Chủ tịch Uỷ ban Hội Liên hiệp Thanh niên Việt Nam tỉnh;
Từ 10/2002 - 9/2008: Phó Bí thư thường trực, Bí thư Tỉnh Đoàn Đồng Tháp, Uỷ viên Ban Chấp hành Trung ương Hội Liên hiệp Thanh niên Việt Nam; Uỷ viên Ban Chấp hành Trung ương Đoàn;
Từ 10/2008 - 3/2009: Tỉnh uỷ viên, Uỷ viên Ban Chấp hành Trung ương Đoàn, Bí thư Tỉnh Đoàn;
Từ 4/2009 - 4/2015: Tỉnh uỷ viên, Phó Bí thư, Bí thư Thị uỷ, Chủ tịch Hội đồng nhân dân thị xã Hồng Ngự;
Từ 4/2015 - 12/2015: Tỉnh uỷ viên, Uỷ viên Ban Thường vụ Tỉnh uỷ, Phó Trưởng Ban Tổ chức Tỉnh ủy;
Từ 12/2015 - 30/5/2016: Uỷ viên Ban Thường vụ Tỉnh uỷ, Trưởng ban Ban Tổ chức Tỉnh uỷ, Trưởng ban Ban Bảo vệ chăm sóc sức khỏe cán bộ Tỉnh Đồng Tháp;
Ngày 22/6/2016, tại kỳ họp thứ nhất, Hội đồng nhân dân tỉnh Đồng Tháp khóa IX đã bầu Phan Văn Thắng giữ chức Chủ tịch Hội đồng nhân dân tỉnh Đồng Tháp khóa IX, nhiệm kỳ 2016-2021, với 95,23% tổng số phiếu.
Ngày 19/10/2020, tại Hội nghị lần thứ nhất, Ban Chấp hành Đảng bộ tỉnh khoá XI đã bầu Phan Văn Thắng giữ chức Phó Bí thư Tỉnh uỷ nhiệm kỳ 2020 - 2025.
Ngàu 2/7/2021, tại kỳ họp thứ nhất, Hội đồng nhân dân tỉnh Đồng Tháp khóa X đã tếp tục bầu Phan Văn Thắng giữ chức Chủ tịch Hội đồng nhân dân tỉnh Đồng Tháp khóa X, nhiệm kỳ 20216-2026, với 100% tổng số phiếu.